# Dubník
Dubník (Hongaars:Csúz) is een Slowaakse gemeente in de regio Nitra, en maakt deel uit van het district Nové Zámky.
Dubník telt 1762 inwoners.
De gemeente is in meerderheid Hongaarstalig.

## Geboren
- Dénes Berinkey (1871-1944), Hongaars premier